# Homodes maraxaria
Homodes maraxaria là một loài bướm đêm trong họ Noctuidae.